# NGC 7082
NGC 7082 ist ein offener Sternhaufen vom Trumpler-Typ IV2p im Sternbild Schwan am Nordsternhimmel. Er hat eine Helligkeit von 7,2 mag und einen Durchmesser von 25'. Der Haufen ist etwa 4700 Lichtjahre vom Sonnensystem entfernt und hat ein geschätztes Alter von 170 Millionen Jahren.
Entdeckt wurde das Objekt am 19. Oktober 1788 von William Herschel.